# Bukiniczia cabulica
Bukiniczia es un género monotípico de la familia  Plumbaginaceae. Su única especie, Bukiniczia cabulica, es originaria de Afganistán.

## Taxonomía
Bukiniczia cabulica fue descrita por (Boiss.) Lincz.. y publicado en Botaničnyj Žurnal 56: 1634. 1971.